# Фрам (музей)
Музеят „Фрам“ се намира в Осло, Норвегия.
Главният експонат в този музей е корабът „Фрам“ („Напред“) на Фритьоф Нансен.
Той е построен от норвежкия конструктор Колин Арчър специално за суровите условия на Арктика и е може би най-здравият дървен кораб, строен някога. Години по-късно същият кораб е използван от Ото Свердруп за експедициите му до Северния полюс и Канадския арктичен архипелаг и от изследовател Руал Амундсен, за да достигне бреговете на Антарктида.
Музеят се намира на т. нар. „Полуостров на музеите“ в Осло – п-в Бигдьо (на норвежки: Bygdøy) в непосредствена близост до музея „Кон-Тики“, посветен на живота и делото на Тур Хейердал. Броят на посетителите е 18 000 при откриването му в 1936 г., 5000 д. по време на Втората световна война и нараства оттогава насам, като най-големият брой посетители – 286 155 души, е отчетен през 2009 г. На 5 август 1999 г. общият брой на посетителите достига 10 милиона души.
Основното изложение разполага с информация на 9 езика и показва 3-те големи експедиции с „Фрам“. Разказани са и историите на експедициите на яхтата „Йоа“ и кораба „Мод“, на самолетите N24 и N25 и на дирижабъла „Norge“ (Норвегия). Музеят предлага и временни изложения. В книжарницата към музея се предлагат над 220 книги. 

## Галерия
- „Фрам“
- „Фрам“
- Горната палуба на „Фрам“
- Двигателят на „Фрам“